# Praltrille
Praltrille (ty. Pralltriller, af Prall, elastisk spændt), melodisk udsmykning, bestående af en enkelt, hurtigt udført vekslen mellem hovedtonen og dens overliggende og skalaegne sekund.